# Tarmo Raudsep
Tarmo Raudsep (* 4. Dezember 1981) ist ein ehemaliger estnischer Radrennfahrer.

## Karriere
Raudsep wurde 2004 Bronzemedaillengewinner der estnischen Meisterschaft im Einzelzeitfahren. In den beiden nächsten Jahren belegte er in diesem Wettbewerb jeweils Rang zwei. In der Saison 2005 konnte er eine Etappe bei der Saaremaa Velotuur für sich entscheiden, und er wurde diesmal Zweiter bei der Zeitfahrmeisterschaft. Auch im Jahr darauf konnte er erneut zwei Etappen bei der Saaremaa Velotour gewinnen, und er wurde wieder estnischer Vizezeitfahrmeister. Zwischen Juli und Dezember 2007 1. Juli stand er bei dem lettischen Continental Team Rietumu Bank-Riga-Ideal unter Vertrag. Er gewann im August mit dem polnischen Eintagesrennen Puchar Ministra Obrony Narodowej seinen einzigen Wettbewerb des internationalen Kalenders.

## Erfolge
2004
- Estnische Zeitfahrmeisterschaften

2005
- Estnische Zeitfahrmeisterschaften

2006
- Estnische Zeitfahrmeisterschaften

2007
- Puchar Ministra Obrony Narodowej

## Teams
- 2007 Rietumu Bank-Riga-Ideal (ab 01.07.)